# Cyrtococcum multinode
Cyrtococcum multinode är en gräsart som först beskrevs av Jean-Baptiste de Lamarck, och fick sitt nu gällande namn av Clayton. Cyrtococcum multinode ingår i släktet Cyrtococcum, och familjen gräs. Inga underarter finns listade i Catalogue of Life.